# 그란돈
| 번호: 383 | 타입: 땅 | 진화하지 않음 |

《그란돈》(グラードン 구라돈[*], 영어: Groudon)은 포켓몬스터 시리즈에 등장하는 가공의 캐릭터(몬스터)이다.

## 특징
괴수의 모습을 한 포켓몬으로 모티브는 베이모스. 등에 검은색 무늬가 있고, 전체적으로 빨간색이다. 대지를 만든 포켓몬으로 여겨지며, 옛날에 태양을 만들어 태양을 내리 쬐게 해 홍수로 괴로워하는 사람들을 구했다고 하는 전설이 있다. 그리고 호연 지방의 전설의 포켓몬 이라고 불린다. 먼 옛날, 가이오가와의 사투 끝에 힘이 다해 해저동굴의 중앙부에서 잠들게 되었다. 가이오가와의 싸움을 레쿠쟈가 말렸다.

## 게임에서의 그란돈
《포켓몬스터 루비·사파이어·에메랄드》, 《포켓몬스터 오메가루비·알파사파이어》에 등장하는 전설의 포켓몬으로, 한 번의 플레이에 한 마리만 포획할 수 있다. 전용기로는 '단애의칼'을 가지고 있고.《포켓몬스터 루비》, 《포켓몬스터 오메가루비》의 표지를 장식하는 포켓몬이기도 하다. 통신교환으로 알파사파이어에서도 손에 얻을 수 있다.

## 애니메이션의 그란돈
《포켓몬스터 AG》97화에서 아쿠아단이 마그마단이 소지하고 있던 가이오가를 아쿠아단의 간부 이연이 빼앗아 그란돈보다 가이오가를 먼저 부활시켰다.

## 원시회귀
《포켓몬스터 오메가루비·알파사파이어》에서 배틀시 주홍구슬으로 원시회귀 진화가 가능하며, 진화 시 키가 5.0m미터로 커지고 몸무게도 999.7Kg으로 증가하여 거의 1t에 다다른다. 배틀이 끝나면 그냥 그란돈으로 돌아온다. 오메가루비 게임상에서는 주홍구슬을 루네시티에서 마적에게 받을 수 있고 알파사파이어에서는 송화산에서 할머니에게 받을 수 있다.

## 같이 보기
- 포켓몬스터
- 포켓몬의 목록
- 가이오가
- 레쿠쟈
- 포켓몬스터 루비·사파이어
- 포켓몬스터 오메가루비·알파사파이어